# 張赫麟
張赫麟（韓語：장혁린），韓國電視劇編劇。

## 作品

### 電視劇
- 2014年：OCN《Reset》
- 2015年：SBS《龍八夷》
- 2016年：tvN《THE K2》
- 2019年：SBS《Big Issue》